# Arkadiusz Jakubik
Arkadiusz Jakubik (né le 14 janvier 1969 à Strzelce Opolskie, en Pologne) est un acteur polonais, et réalisateur.

## Filmographie partielle
acteur
- 2004 : La Noce : Jan Janocha
- 2013 : La vie est belle : Paweł Rosiński le père de Mateusz
- 2015 : Carte blanche : Wiktor
- 2016 : Wołyń : Maciej Skiba
- 2016 : Je suis un tueur (Jestem mordercą) : Wiesław Kalicki
- 2017 : The Art of Loving (Sztuka kochania. Historia Michaliny Wislockiej) de Maria Sadowska
- 2018 : Kler : Père Kukula

réalisateur
- 2010 : Prosta historia o miłości
- 2016 : Prosta historia o morderstwie

doublure vocale
- 2014 : Astérix : Le Domaine des dieux : Obélix

## Récompenses et distinctions
- Aigle du meilleur acteur dans un second rôle :
  - 2012 pour son rôle du Sergent Bogdan Petrycki dans Drogówka.
  - 2013 pour son rôle de Paweł Rosiński dans La vie est belle.
  - 2016 pour son rôle de Wiesław Kalicki dans I'm a Killer.